# أولاد المسناوي (أولاد الشرقي)
أولاد المسناوي هو دُوَّار يقع بجماعة أولاد الشرقي، إقليم قلعة السراغنة، جهة مراكش آسفي في المملكة المغربية. ينتمي الدوّار لمشيخة أولاد الشرقي التي تضم 19 دوار. يقدر عدد سكانه بـ 284 نسمة حسب الإحصاء الرسمي للسكان والسكنى لسنة 2004.

## روابط خارجية
- البوابة الوطنية للجماعات الترابية
- المندوبية السامية للتخطيط